# Chisato Moritaka
Chisato Moritaka (森高千里, Moritaka Chisato, nacida el 11 de abril de 1969 en Osaka) es una cantante, letrista, compositora, actriz y ex-idol japonesa, muy popular a finales de la década de 1980 y toda la década de 1990 en su país.

## Biografía
Moritaka nació en Osaka, pero creció en la prefectura de Kumamoto, en la isla de Kyushu. Debutó en Pocari Sweat Image Girl Contest, un concurso televisivo del que resultó ganadora. Su carrera como cantante se iniciaría en mayo de 1987, tras el lanzamiento de su primer sencillo titulado New Season, bajo el sello Warner Music Japan, que alcanzaría el puesto 23 en la lista de oricon. Con el lanzamiento de su segundo álbum, «Mi-ha», Moritaka destacó su trayectoria musical de otras idols japonesas, ya que a diferencia de estas, es compositora y letrista de sus propias temas. Además es multinstrumentista, ya que toca la batería, el piano, la guitarra, el clarinete y otros instrumentos musicales. Pese a esto no alcanzó a entrar en el top 10 de singles hasta el lanzamiento de su tema The Stress (Chukintō Version) a comienzos de 1989, canción que ingresaría a la lista en el lugar número 19, para después ubicarse en el puesto número 9. Meses después tendría otro gran éxito con 17-sai, versión del éxito debut de 1971 de la cantante Saori Minami, que llegaría a la casilla 8.
En 1990, Moritaka lanzó su sexto álbum, «Kokōn Tōzai», con el que finalmente alcanzaría el número 1, además de tener su sencillo nombrado Kono Machi, que más tarde se hace cover del grupo ℃-ute en 2013. Desde entonces, mantuvo un éxito favorable durante los siguientes nueve años, hasta fines de los años 1990, con 10 álbumes de estudio y múltiples sencillos. Sus temas serían usados en distintos comerciales y series de televisión, como Benkyō no uta, tema de apertura del anime Las gemelas de St. Claire de 1991. 
Moritaka aparecería 6 veces consecutivas, entre 1992 y 1997, en el Kōhaku Uta Gassen, la gala musical de Nochevieja de la radiotelevisión pública NHK. En los años posteriores realizó numerosas apariciones en programas televisivos, de juegos y concursos. No obstante, estuvo inactiva durante algunos años tras su matrimonio en 1999. Moritaka regresaría al mundo del espectáculo en 2007, cuando interpretó un tema musical para un comercial de automóviles de la marca Nissan. A lo largo de su carrera ha publicado 17 álbumes de estudio para su sello discográfico actual, Zetima.

## Actualidad
En 2012 retomó su carrera musical con el lanzamiento de un DVD live, en el que celebró su 25to. aniversario, y la creación de su propio canal en Youtube, plataforma donde ha relanzado singles suyos del pasado y publicado los videos oficiales de gran parte de sus éxitos.
Desde 2015 es la presentadora principal del programa Love music, que a partir de 2017 se emite en las madrugadas de los domingos para los lunes por la cadena Fuji TV.

## Vida personal
Moritaka contrajo nupcias con el actor Yosuke Eguchi en 1999; dio a luz a una hija en 2000 y a un hijo en 2002.

## Discografía

### Álbumes

##### de estudio
- New Season
- Mi-Ha
- Romantic
- Mite
- Hijitsuryokuha Sengen (Non Capability Group Declaration)
- Kokon Tozai (All Times and Places)
- Rock Alive
- Pepperland
- LUCKY 7
- STEP BY STEP
- TAIYO (Sun)
- PEACHBERRY
- Kotoshi no Natsu wa More Better (This Summer Will Be More Better)
- Sava Sava

##### Remix
- The Moritaka
- mix age

##### Karaoke
- The Karaoke VOL. 1

##### Recopilación
- [1989.12.10] Moritaka Land
- [1995.03.25] DO THE BEST
- [1999.02.15] The Best Selection of First Moritaka 1987-1993
- [1999.11.27] harvest time
- [2004.11.26] My Favorites
- [2012.08.08] The Singles

### Sencillos
- [1987.05.25] NEW SEASON
- [1987.10.25] OVERHEAT NIGHT
- [1988.02.25] GET SMILE
- [1988.03.25] NEW SEASON (re-release)
- [1988.04.25] The Mi-Ha
- [1988.10.25] ALONE
- [1989.02.25] The Stress (Chukinto Version)
- [1989.05.25] 17 Sai (17 Years Old)
- [1989.09.25] Daite (Being)
- [1990.01.25] Michi / Seishun
- [1990.05.25] Kusaimono ni wa Futa wo Shiro!!
- [1990.09.10] Ame (Rain)
- [1991.02.10] Benkyou no Uta (Song of Study)
- [1991.06.25] Hachigatsu no Koi (August of Love)
- [1991.10.25] Fight!!
- [1992.02.25] Concert no Yoru (Night of the Concert)
- [1992.06.25] Watashi ga Obasan ni Natte mo (Becoming Like Me)
- [1993.01.25] Watarasebashi
- [1993.04.10] Watashi no Natsu (My Summer)
- [1993.06.25] Haeotoko (Fly Man)
- [1993.10.11] Kaze ni Fukarete (Blowing in the Wind)
- [1994.01.25] Rock 'n Omelette
- [1994.01.31] Kibun Sokai (Feeling Refreshed)
- [1994.05.10] Natsu no Hi (Days of Summer)
- [1994.10.10] Suteki na Tanjoubi (Wonderful Birthday)
- [1995.02.10] Futari wa Koibito (Couple of Sweethearts)
- [1995.10.10] Yasumi no Gogo (In the Afternoon of a Day Off)
- [1995.12.01] Jin Jin Jinglebell
- [1996.02.19] SO BLUE
- [1996.06.10] La La Sunshine
- [1996.11.11] Giniro no Yume (Dreams of Silver)
- [1997.02.25] Let's Go!
- [1997.06.11] SWEET CANDY
- [1997.10.15] Miracle Light
- [1997.11.19] SNOW AGAIN
- [1998.03.04] Denwa (Telephone)
- [1998.07.15] Umi Made Gofun (5 Minutes to the Sea)
- [1998.10.01] Tsumetai Tsuki (Cool Month)
- [1999.03.17] Watashi no You ni (Like Me)
- [1999.05.19] Mahiru no Hoshi
- [1999.10.01] Ichido Asobi ni Kite yo '99 (Coming to a One-Time Play '99)
- [2008.04.16] La La Sunshine (re-release)
- [2009.11.25] Ame / Watarasebashi